# Kamil Grabara
Kamil Grabara, né le 8 janvier 1999 à Ruda Śląska en Pologne, est un footballeur international polonais qui évolue au poste de gardien de but au VfL Wolfsburg.

## Biographie

### Carrière en club
Natif de Ruda Śląska en Pologne, Kamil Grabara est notamment formé par le Ruch Chorzów, mais il est très vite repéré par de grands clubs européens et notamment par le Liverpool FC, qui le fait signer en janvier 2016. Il intègre alors le centre de formation du club anglais, en commençant par jouer pour les moins de 18 ans. Grabara progresse ensuite jusqu'à l'équipe réserve de Liverpool.
Le 6 janvier 2019, lors du mercato hivernal, Kamil Grabara est prêté au club danois de l'AGF Aarhus pour le reste de la saison 2018-2019. Il joue son premier match avec ce club le 8 février 2019, en championnat face à l'Esbjerg fB. Titulaire, il réalise un « clean sheet » et son équipe remporte le match (2-0).
Le 15 juillet 2019, Kamil Grabara est à nouveau prêté pour la saison 2019-2020, cette fois à Huddersfield Town, tout juste relégué en Championship. Il joue son premier match sous ses nouvelles couleurs le 5 août 2019, à l'occasion d'une rencontre de championnat perdue face à Derby County (1-2).
Le 28 septembre 2020 Kamil Grabara est à nouveau prêté, à l'AGF Aarhus, où il avait déjà été cédé en 2019. Cette fois il est prêté pour la saison 2020-2021.
Le 3 juillet 2021, Kamil Grabara quitte définitivement le Liverpool FC pour s'engager en faveur du FC Copenhague. Il s'engage pour un contrat de cinq ans,,.
Il est sacré champion du Danemark en 2021-2022.
Performant avec le FC Copenhague, Grabara est élu gardien de l'année 2022 dans la Superligaen, devançant les deux autres nommés : Mads Hermansen et Patrik Carlgren,.
Lors de l'été 2024, Kamil Grabara rejoint l'Allemagne et le VfL Wolfsburg. Le transfert est annoncé dès le 9 juin 2023 et il signe un contrat de longue durée non divulgué.

### En sélection
Kamil Grabara représente l' équipe de Pologne des moins de 17 ans. Il joue un total de neuf matchs avec cette sélection entre 2015 et 2016.
Kamil Grabara joue son premier match avec l'équipe de Pologne espoirs le 14 novembre 2017, lors d'une victoire de son équipe face au Danemark (3-1). Il est ensuite sélectionné avec cette même sélection pour participer au championnat d'Europe espoirs en 2019, qui se déroule en Italie. Titulaire dans le but de la Pologne lors de ce tournoi, il joue trois matchs, mais son équipe ne parvient toutefois pas à dépasser la phase de groupe. Grabara encaisse sept buts lors de ce tournoi. Après cette compétition, il se voit promu capitaine des espoirs.
Le 1er juin 2022, le jeune portier polonais dispute son premier match avec l'équipe nationale A, à l'occasion d'une victoire 2-1 contre le Pays de Galles en ouverture de la Ligue des Nations de UEFA.
Le 13 novembre 2022, il est sélectionné par Czesław Michniewicz pour participer à la Coupe du monde 2022.

## Palmarès

### En club
FC Copenhague
- Championnat du Danemark (1) :
  - Champion : 2021-22.

## Distinctions personnelles
- Meilleur gardien de Superligaen en 2022.